# Nguruvilú
O nguruvilú (do mapudungun ngürü: "raposa" e filu: "serpente", "raposa-serpente"), também conhecido por guirivilo, guruvilu, ñuruvilú, ñirivilu, ñivivilu, ñirivilo ou nirivilo, é um animal aquático da mitologia mapuche.

## Descrição
O nguruvilú é uma criatura do tamanho de um canídeo grande, semelhante a uma raposa, mas com o corpo comprido de uma cobra e cauda de raposa com unhas na extremidade, que utiliza tanto para agarrar suas presas quanto para provocar redemoinhos.